# 梶川卓郎
梶川 卓郎（かじかわ たくろう）は、日本の漫画家。

## 来歴
1996年、梶川寛太名義で『熊と翼』で第52回手塚賞で準入選。
2007年、『ビッグコミックスピリッツ』にて『バロンドリロンド』で連載デビュー。
作品に『信長のシェフ』（芳文社）などがある。同作品は2013年および2014年にテレビドラマ化された。

## 作品リスト
- バロンドリロンド（原作北沢未也、小学館、全6巻）
- 学習まんが人物館 シートン（監修富田京一、小学館）
- 学習まんが人物館 クレオパトラ女王（監修近藤二郎、小学館）
- 信長のシェフ（10巻まで原作西村ミツル、芳文社、『週刊漫画TIMES』連載、全37巻）
- 海賊×少女（『週刊漫画TIMES』2025年6月20日号[2] - 連載）